# Potomac Avenue
Potomac Avenue è una stazione della metropolitana di Washington, situata sul tratto comune delle linee blu, arancione e argento. Si trova nel quartiere di Capitol Hill, tra la 14° strada e G Street.
È stata inaugurata il 1º luglio 1977, contestualmente all'apertura della linea blu.
La stazione è servita da autobus del sistema Metrobus (anch'esso gestito dalla WMATA) e dal DC Circulator.